# لايف: إن ذا راوند، إن يور فيس
لايف: إن ذا راوند، إن يور فيس، (بالإنجليزية: Live: In the Round, in Your Face)‏، هو فيديو مباشر لفرقة الروك ديف ليبارد. يحتوي الفيديو على عرض مباشر كامل للفرقة في حلبة مكنيكولس الرياضية في دنفر، كولورادو بالإضافة لمقاطع أخرى من عرض الفرقة في ذا أومني في أتلانتا، جورجيا، مجمعة من لقطات أثناء جولة هستيريا العالمية في الولايات المتحدة عام 1987-1988. نسخة الدي في دي مدمجة مع هستوريا.

## قائمة الأغاني
1. مقدمة «روكيت»/«دو آي فيل لاكي؟» (من الفيلم ديرتي هاري.
2. «ستيجفرايت»
3. «روك! روك! (تيل يو دروب)»
4. «وومن»
5. «تو ليت فور لاف»
6. «هستيريا»
7. «غودز أوف وور»
8. «داي هارد ذا هنتر»
9. «برينغين أون ذا هارتبريك»
10. «فولين»
11. «أرماغيدون إت»
12. «أنيمال»
13. «بور سام شغر أون مي»
14. «روك أوف إيجز»
15. «فوتوغراف»

المعزوفة الموسيقية في المونتاج الافتتاحي لدخول الجمهور للحلبة أثناء إحماء الفرقة خلف الكواليس هي نسخة معدلة من «مكس لونار» للأغنية «روكيت» (الموجودة في «الإصدار الممتاز» من هستيريا المصدر عام 2006)، بينما تظهر المعزوفة الموسيقية «سويتش 625» مع نهاية الفيلم، بالإضافة لمقاطع للفرقة خلف الكواليس.
غُنيت وسُجلت الأغاني "دونت شوت شوتغان"، و"ليت إت غو، و"تير إت داون"، و"ترافلين باند" لكنها لم تُضف للفي إتش إس أو الدي في دي. فوق ذلك، غُنيت وسُجلت الأغنيتان «أرماغيدون إت» و«بور سام شغر أون مي» مرتين من أجل أغنيتيهما المصورتين، بالرغم من عدم ظهور أي من العرضين الأولين لهاتين الأغنيتين تلك الليلة على الفي إتش إس أو الدي في دي. يمكن العثور عليهما في إصدار غير رسمي مع بقية تسجيلات لوحة الصوت وتفقدات الصوت بدون مكس.